# Gennaro Clemente Francone
Gennaro Clemente Francone (Portici, 23 novembre 1728 – Troia, 7 maggio 1799) è stato un arcivescovo cattolico italiano.

## Biografia
Nacque il 23 novembre 1728 a Portici da Paolo, principe di Ripa Francone e marchese di Salcito, e Imara Ruffo dei principi di Castelcicala.
Il 17 aprile 1768 fu ordinato presbitero.
Il 14 dicembre 1772 papa Clemente XIV lo nominò arcivescovo metropolita di Cosenza. La consacrazione avvenne il successivo 20 aprile per opera dl cardinale Lazzaro Opizio Pallavicini, co-consacranti Francesco Carafa della Spina di Traetto, arcivescovo titolare di Patrasso, e Francesco Saverio de Zelada, arcivescovo titolare di Petra. Aveva in realtà già preso possesso dell'arcidiocesi l'11 novembre.
Nel corso del suo episcopato cosentino convocò due sinodi, uno diocesano nel 1780 e uno provinciale nel 1786.
Il 27 febbraio 1791 papa Pio VI lo trasferì alla sede vescovile di Gaeta, confermandogli però la dignità arcivescovile. Il 28 maggio 1793 riconsacrò la cattedrale, di cui Ferdinando IV di Borbone aveva promosso un radicale restauro a partire dal 1788.
Il 18 dicembre 1797 fu trasferito dallo stesso Pio VI alla diocesi di Troia.
Il 22 gennaio 1799 fu proclamata la Repubblica Napoletana; Troia ne entrò a far parte il successivo 8 febbraio. Ne seguirono sommosse tra i reazionari e i rivoluzionari. Sentendosi minacciato, mons. Francone si rifugiò presso suo fratello Tommaso Maria, arcivescovo di Manfredonia.
Tornato a Troia, vi morì poco dopo, il 7 maggio 1799.

## Genealogia episcopale
La genealogia episcopale è:
- Cardinale Scipione Rebiba
- Cardinale Giulio Antonio Santori
- Cardinale Girolamo Bernerio, O.P.
- Arcivescovo Galeazzo Sanvitale
- Cardinale Ludovico Ludovisi
- Cardinale Luigi Caetani
- Cardinale Ulderico Carpegna
- Cardinale Paluzzo Paluzzi Altieri degli Albertoni
- Cardinale Gaspare Carpegna
- Cardinale Fabrizio Paolucci
- Cardinale Francesco Barberini
- Cardinale Annibale Albani
- Cardinale Federico Marcello Lante Montefeltro della Rovere
- Cardinale Lazzaro Opizio Pallavicini
- Arcivescovo Gennaro Clemente Francone